# عملية قلقيلية 2025
عملية قلقيلية 2025 أو عملية كيدوميم 2025 أو حادث إطلاق النار في قرية الفندق هو هجوم مسلح نفذه مقاوم فلسطيني شرق قلقيلية قرب مستوطنة كدوميم في شمال الضفة الغربية، في 6 يناير 2025. مما أسفر عن مقتل 3 إسرائيليين وإصابة آخرين.

## تطورت سابقة
جاء الهجوم في وقت تشهد فيه الضفة الغربية مواجهات متصاعدة [الإنجليزية] بين قوى الأمن الفلسطينية والفصائل المسلحة التابعة لالجهاد الإسلامي الفلسطيني وكتائب شهداء الأقصى. بعدما أطلقت السلطة الفلسطينية عدة عمليات في طولكرم وطوباس لاعتقال قادة ومسلحي الفصائل المسلحة، بالتزامن مع العملية العسكرية الإسرائيلية في شمال الضفة الغربية، كان آخر هذه العمليات عملية حماية الوطن في مخيم جنين في نهاية 2024، بهدف "استئصال الفتنة والفوضى".

## الهجوم
وصلت مركبة يستقلها شخصان إلى الشارع 55 عند قرية الفندق، وخرج منها أحدهما وهو يحمل بندقية هجومية وشرع في إطلاق النار على حافلة لمستوطنين ثم لاذ كلاهما بالفرار. وسارعت قوات الجيش الإسرائيلي بنشر حواجز عسكرية والبدء بعمليات تمشيط بحثاً عن منفذي إطلاق النار. وبحسب خدمة الإسعاف الإسرائيلية، فإن مسعفيها قدموا العلاج لسبعة أشخاص كانوا على متن الحافلة بينهم السائق الذي وصفت حالته بالخطيرة. قُتل في الهجوم أحد عناصر الشرطة الإسرائيلية وسيدتان في الستينات من العمر. ارتفع عدد المصابين لاحقاً إلى 9 أشخاص.

## هوية المهاجم
ذكرت وسائل إعلام إسرائيلية أن التقديرات الأولية تشير إلى أن منفذي الهجوم قدموا من جنين، وأن هوياتهم معروفة لدى الأجهزة الأمنية. من جانبها، أفادت إذاعة الجيش الإسرائيلي بأن اثنين من المنفذين ينتميان إلى جنين وقباطية، وأنهما على قائمة المطلوبين لإسرائيل، فيما تواصل قوات الجيش الإسرائيلي عمليات ملاحقة واسعة لتعقبهم.

## ردود الفعل
حشد الجيش الإسرائيلي قوات كبيرة لملاحقة منفذي إطلاق النار، كما أُرسلت مروحية تابعة لسلاح الجو إلى جانب الكتيبة المحلية المنتشرة في المنطقة»، بالإضافة لتوجيه وحدات خاصة إلى المنطقة للانضمام إلى عملية الملاحقة. واحتجز الجيش الاسرائيلي عدداً من العمال في مصنع في قرية إماتين شرق قلقيلية وشن حملة تفتيش وتدقيق في إطار عمليات بحثه المستمرة.
وافق رئيس الوزراء الإسرائيلي بنيامين نتنياهو خلال جلسة نقاش حول تقييم الوضع في الضفة الغربية بمشاركة وزير الدفاع يسرائيل كاتس ورئيس الأركان هرتسي هليفي ومدير الشاباك رونين بار ومسؤولين أمنيين آخرين، على «إجراءات اعتقال المسلحين من عملية إطلاق النار في منطقة كدوميم وتقديمهم إلى العدالة»، بالإضافة إلى «سلسلة من العمليات الدفاعية والهجومية الإضافية في الضفة الغربية». لاحقاً، تفقد رئيس الأركان موقع الهجوم.
من جانبها، باركت حركة حماس العملية على لسان متحدثها أبو عبيدة. وأعلنت كتائب عز الدين القسام، بعد يومين، مسؤوليتها عن الهجوم بالاشتراك مع سرايا القدس وكتائب شهداء الأقصى. كما كشفت عن المُخطط للهجوم وهو جعفر دبابسة (40 عاماً) والذي اغتالته قوة إسرائيلية خاصة أمام منزله يوم 7 يناير في بلدة الباذان، شمال شرق نابلس.